# Maurice Guierre
Maurice Casimir Lucien Guierre (Toulon, 1er décembre 1888 - Paris, 13 mai 1972), est un officier de marine, illustrateur, poète, romancier et historien de la marine français. 

## Biographie
Il entre à l'École navale en octobre 1904 et en sort aspirant de 1re classe en octobre 1907. Il sert alors sur le cuirassé Patrie à l'état-major de l'amiral Germinet puis passe sur le croiseur Descartes. 
Enseigne de vaisseau (octobre 1909), il est sur le croiseur Friant à la division navale du Maroc puis embarque comme officier canonnier sur la Surprise (1911-1912) en Méditerranée et est diplômé en 1913 de l’École supérieure d'électricité et passe sur le cuirassé Vergniaud toujours dans les mêmes eaux. 
Second du service électricité sur le cuirassé France (1915), il commande en 1916 la station de TSF d'Aïn-el-Turk en Algérie puis devient second du sous-marin Franklin à bord duquel il participe aux opérations de l'Adriatique. Lieutenant de vaisseau (juin 1917), il attaque un sous-marin ennemi devant Corfou en janvier 1918 puis est nommé en 1919 commandant du sous-marin Atalante à Toulon. 
Désigné comme chef de la mission radiotélégraphique du Pacifique sur l'aviso Aldébaran, il étudie la propagation des ondes courtes puis devient professeur de TSF à l’École des torpilleurs de Toulon avant d'être envoyé à l'état-major du vice-amiral inspecteur des forces maritimes du Nord en 1924. 
Capitaine de corvette (avril 1924), il demande à être mis en congé hors cadre pour entrer dans l'industrie privée comme conseil en publicité. En parallèle, il se fait connaître comme illustrateur de nombreux ouvrages, poète et romancier. 
En octobre 1928, il reprend du service en tant que capitaine de frégate de réserve et est mobilisé en 1939 comme chef de la police de la navigation à Dunkerque où il organise le blocus de la ville. Promu capitaine de vaisseau (février 1940), président de la Commission de réquisition des navires à Marseille, il sert à l'état-major à Toulon puis de 1943 à 1946, à l'état-major d'Alger et de Paris. 
Vice-président de la Société des gens de lettres et de l'association des écrivains de la mer et de l'outre-mer, président d'honneur de l'association des anciens des sous-marins, il est le fondateur de l'Association des officiers de vaisseau dans le Civil.

## Récompenses et distinctions
- Chevalier de la Légion d'honneur.
- Membre de l'ordre de la Francisque[1].

## Œuvres
Romans
- L’Angoisse des veilles sous-marines, H. Floury, préface d'André Suarès, 1919
- Réalités et nostalgies marines, Floury, 1920
- Marehurehu, entre le jour et la nuit. Croyances, Légendes, Coutumes et textes poétiques des Maoris d'O Tahiti, avec Marc Chadourne, illustrations de Paul Gauguin, 1925
- L' Andromède, roman d'un sous-marin, 1929
- La Femme et le marin, Le Masque, 1934
- Seul maître à bord, Tallandier, 1938 (Prix de La Renaissance 1939[2])
- Le Pain et le Sel, Flammarion, 1950

Ouvrages historiques
- Marine Dunkerque, Flammarion, 1942
- Sous-mariniers, Flammarion, 1948
- Les Ondes et les Hommes, Julliard, 1951
- Histoire de la radio, 1951
- L’Épopée du Surcouf , Bellenand, 1952
- La Victoire des convois, Amiot-Dumont, 1954
- Aux postes de plongées, Gallimard, 1959
- Bataille de l'Atlantique, Flammarion, 1967